# جيف كيلي
جيف كيلي (بالإنجليزية: Jeff Kelly)‏ هو لاعب كرة القدم الكندية أمريكي، ولد في 13 ديسمبر 1975 في لا غرانغ في الولايات المتحدة.

## وصلات خارجية
- جيف كيلي على موقع مرجع كرة القدم المحترفة.كوم (الإنجليزية)